# موسى الكسندر
موسى الكسندر (بالإنجليزية: Moses Alexander) هو سياسي أمريكي وألماني، ولد في 13 نوفمبر 1853 في ألمانيا، وتوفي في 4 يناير 1932 في بويسي في الولايات المتحدة. حزبياً، نشط في الحزب الديمقراطي. وقد انتخب Governor of Idaho ‏ (4 يناير 1915 – 6 يناير 1919).